# St. Aubert British Cemetery
St. Aubert British Cemetery is een Britse militaire begraafplaats gelegen in de Franse plaats Saint-Aubert (Noorderdepartement). De begraafplaats wordt onderhouden door de Commonwealth War Graves Commission.
De begraafplaats telt 391 geïdentificeerde Gemenebest graven uit de Eerste Wereldoorlog.